# Елка
Елка е марка български електронни калкулатори и касови апарати създадена през 1965 г. Това е първият български електронен калкулатор и един от първите такива в целия свят.

## Название
Елка е съкращение от „електронен калкулатор“. Заради популярността си, марката започва да се използва като синоним на „калкулатор“.

## История

### Елка-6521
Първият модел на калкулатора – Елка-6521 е създаден през 1965 г. в Института по математика към БАН от Стефан Ангелов, Любомир Антонов, Любомир Илиев и Петър Попов, удостоени по-късно с Димитровска награда. Това е първият електронен калкулатор създаден в България.
Моделът тежи 8,5 килограма, има 3 регистъра и работи с 12 десетични числа. Скоростта при събиране е 0,3 секунди за действие, а при деление – 0,5 секунди. Консумира електроенергия 35 W. Калкулатори от серията „Елка“ се използват широко в България и Съветския съюз до 1980 година. Произвеждан е в завод „Електроника“ на ДСО „ИЗОТ“.
Калкулаторът е реализиран с транзистори с 16-разредни регистри и има редица предимства: извършва коренуване и повдигане степен с един клавиш, целочислено деление, намиране на средно аритметично, фиксиране на десетичната точка със закръгляване и др. В българската литература традиционно се посочва, че е първият в света калкулатор с клавиш за автоматично извличане на квадратен корен, но всъщност десетина модела от различни американски и японски призводители имат реализирана тази функция преди излизането на Елка 6521 на пазара.  

### Централен институт по изчислителна техника
Елка се приема добре на пазара и е създаден Централен институт по изчислителна техника (1966 г.), който се заема с разработката на серия калкулатори: „Елка 22“ (1966) с лампова цифрова индикация, „Елка 25“ с печатащо устройство. Производството на Елка 22 и Елка 25 започва през 1967 г. в завод „Оргтехника“, Силистра.

### Научноизследователски институт по електронни калкулатори
През 1969 г. е създаден Научноизследователски институт по електронни калкулатори (НИПКИЕК) с директор Любомир Антонов, който разработва първите в България калкулатори с интегрални схеми от серията „Елка 42“, показани с голям успех през 1970 г. на световното изложение ЕКСПО–70 в Осака като единственият калкулатор на интегрални схеми за момента. Използваните интегрални схеми са от тип МОС, по-точно серията УНИМОСТ, създадена в Института по микроелектроника и съдържаща стандартен набор от броячи, тригери и логически елементи.

### Касови апарати и нови модели
През 1971 г. е разработен първият електронно регистриращ касов апарат „Елка 77“ все още с дискретни елементи и първият електронен калкулатор за научни изчисления „Елка 99“. Следват електронните калкулатори с индикация и печатащо устройство от серия 40, изградени с български МОС интегрални схеми със средна степен на интеграция (1972 г.) През 1974 г. е създадена серията 50, изградена с български МОС интегрални схеми с голяма степен на интеграция (с по около 1000 елемента на чип) при 24 извода на корпуса. Това позволява намаляване на общия брой на схемите до 10. По поръчка на швейцарска фирма през 1974 г. се разработва първият български джобен електронен калкулатор „Елка 101“ и в завод „Оргтехника“ са произведени и изнесени за Швейцария 50 000 броя.
Разработена е и 4-битова микропроцесорна конфигурация „СМ-500“. Това са първите в България и в социалистическите страни 4-битови микропроцесорни серии. На базата на тях е произведена „Елка 51“, в която броят на МОС ИС е допълнително редуциран от 10 на 4 броя. Джобните калкулатори „Елка 130“ и „Елка 135“ са произвеждани по поръчка и изнасяни за Швейцария и Италия. В периода 1971 – 1985 г. България изнася калкулатори за над 480 милиона лв.

## Модели
Непълен списък на моделите Елка:
| Година   | Модел     | Коментар | Изображение |
| -------- | --------- | --- | ----------- |
| 1965     | 6521      | Първият български електронен калкулатор |             |
| 1966     | 21        | Настолен калкулатор. |             |
| 1966     | 22        | Настолен калкулатор. Представен за първи път през 1966г на панаира в Хановер и веднага след това - на Пловдивския панаир. Производството започва през 1967г и до 1972г. |             |
| 1971     | 22M       | Настолен калкулатор Подобрена модификация на Елка 22, с добавена индикация за препълване на основния регистър. Индикаторните лампи са заменени с по-малки и с вграден във всяка от тях светлинен елемент за десетичната запетая (в Елка 22 за десетичната запетая отговаря изцяло отделна лампа).                                                                         |             |
| 1967     | 25        | Настолен калкулатор. Няма дисплей, а информацията се извежда само на печатащо устойство. |             |
| 1969     | 25М       | Настолен калкулатор. Аналогично на Елка 22М (спрямо Елка 22), модел 25М включва подобрения на базата на Елка 25, които основно засягат печатащото устройство. |             |
| 1973     | 40        | Настолен калкулатор Елка 40 е базиран на моделите 41, 42 и 45, но с намалени габарити и променени конструкции на сенника на екрана и крачетата. |             |
| 1970     | 41        | Настолен калкулатор. |             |
| 1970     | 42        | Първата Елка с интегрални схеми. На изложението ЕКСПО-70 в Осака е единственият калкулатор с такава технология. |             |
| 1970     | 43        | Настолен калкулатор. Представен на изложението ЕКСПО-70 в Осака. Производството започва през 1972г и до 1977г. |             |
| 1970     | 45        | Настолен калкулатор. Няма дисплей, а извежда резултатите само на печатно устройство. Самото печатно устройство е отделно изделие ("Минипринт 45"), което е предвидено да се използва като неразделна част от ЕЛКА 45, но може да се комплектува и със специален корпус, като самостоятелен принтер.                                                                       |             |
| 1970     | 45Г       | |             |
| 1970     | 46        | Настолен калкулатор. |             |
| 1974     | 50        | Настолен калкулатор. |             |
| 1974     | 50М       | Настолен калкулатор. |             |
| 1978     | 50А       | Настолен калкулатор. Предвиден е основно за счетоводство. Почти цялата продукция се изнася в СССР. |             |
| 1974     | 51        | Настолен калкулатор. Представен на изложбата "Дизайн на машиностроенето", 1974г в София и на Пловдивския панаир през същата година. |             |
| 1974     | 51-211-02 | Настолен калкулатор, базиран на ЕЛКА 51, основно предназначен за икономически изчисления. Функционални изменения - добавени са две нови позиции към плъзгача за работа с плаваща запетая; ергономичност - добавена е пластмасова П-образна повдигаща опора на дъното на калкулатора.                                                                                      |             |
| 1974     | 53        | Настолен калкулатор. |             |
| 1974     | 53А       | Настолен калкулатор. |             |
| 1974     | 55        | Настолен калкулатор. |             |
| 1974     | 56        | Настолен калкулатор. Не е влязъл в производство, направени са само макети. |             |
| 1976     | 58        | Настолен калкулатор. |             |
| 1976     | 59        | Програмируем настолен калкулатор, за решаване на научни изчисления с приложен характер. Притежава 128-стъпкова програмна памет. Представен на Пловдивския панаир през 1976г, където печели наградата "Златни ръце". Няма данни да е влязъл в серийно производство. |             |
| 1978     | 60        | Настолен калкулатор. Не е влязъл в производство, направени са само макети. |             |
| 1978     | 61        | Настолен калкулатор. Не е влязъл в производство, направени са само макети. |             |
| 1978     | 67        | Настолен калкулатор. |             |
| 1978     | 67М       | Настолен калкулатор. Предназначен основно за счетоводна работа. |             |
| 1978     | 67М-1     | Настолен калкулатор. Предназначен основно за счетоводна работа. Подобрена версия на Елка 67М, с използване на нов дисплей и (в някой серии) - различен модел печатно устройство. |             |
| 1991 (?) | 71        | Настолен калкулатор за икономически изчисления. |             |
| 1974     | 77        | Касов апарат - терминал. Представен на изложението АСУ-74 в Москва. Разработван като част от комплекса АСУТО-77 (Автоматична Система за Управление на Търговски Обекти) и е документирана поне една пробна инсталация на тази система в супермаркет в София. Няма данни да е влязъл в серийно производство, но разработката е послужила за основа на калкулатора ЕЛКА 89. |             |
| 1980     | 80        | Касов апарат, произвеждан в "Оргтехника", Силистра. Лицензиран за производство от "Chronotechnа", Штернберк, Чехословакия, като печатащото устройство е внасяно от ИЗОТ, България |             |
| 1979     | 81        | Касов апарат |             |
| 1989     | 82        | Касов апарат |             |
| 1979     | 88        | Касов апарат |             |
| 1978     | 89        | Касов апарат |             |
| 1981     | 90        | Касов апарат. Предвиден за работа на до 20 такива каси в големи търговски обекти, при свързване към компютър ИЗОТ-1036 |             |
|          | 92        | Касов апарат |             |
|          | 93        | Касов апарат |             |
| 1983     | 98        | Касов апарат |             |
| 1970     | 99        | Научен калкулатор. |             |
| 1974     | 100       | Джобен калкулатор. Направен е само макет. Не е разработвана конструкторска документация. |             |
| 1974     | 101       | Джобен калкулатор. Моделът има две версии - първоначална, с два превключвателя - ON/OFF и Memory ON/OFF и по-късна, с три, като е добавен превключвател за броя на знаците след десетичната запетая - F/2/4. Първоначално захранването е било само от батерии, но по късно е добавен и жак за външно захранване.                                                          |             |
| 1974     | 103       | Джобен калкулатор. |             |
| 1974     | 103Р      | Джобен калкулатор. |             |
| 1974     | 105       | Джобен калкулатор. |             |
| 1974     | 110       | Джобен калкулатор. Идеен проект на "Оргтехника". Съществува само макет 1:1 |             |
| 1974     | 130       | Джобен калкулатор. |             |
| 1974     | 130М      | Джобен калкулатор. |             |
| 1974     | 131       | Джобен калкулатор |             |
| 1974     | 135       | Джобен калкулатор, показан за първи път на Пловдивския панаир през 1974г. Произвеждани са два варианта, различаващи се по използвания дисплей. |             |
| 1974     | 135М      | Джобен калкулатор. |             |
| 1980     | 160       | Настолен калкулатор. |             |
| 1980     | 240       | Джобен програмируем калкулатор. |             |
| 1981     | 245       | Джобен програмируем калкулатор. Твърди се, че е разработван специално и впоследствие - използван при полета на Союз-33, с първия български космонавт, Георги Иванов, на борда. |             |
| 1981     | 1300      | Настолен калкулатор. Създаден и кръстен в чест на 1300 годишнината от създаването на България |             |